# 小關一
小關一（日语： Koseki Hajime，1932年5月7日—2013年11月18日）是日本的男性演員、聲優。山形縣出身。所屬81 Produce。

## 演出作品

### 電視劇
- 五個野武士（1968年-1969年，日本電視台）
- 霧之旗（1972年，NHK，地檢書記）
- 幸福的志願(1988年，NHK)

### 電視動畫
1975年
- 勇者萊汀（暴風雨）

1976年
- 樂活家族

1977年
- 小雙俠（客人）
- 魯邦三世（TV第2部）（部下）

1979年
- 宇宙超人（赫勒軍隊士兵、天文觀測室的學者、U40議員）
- 哆啦A夢 (大山羨代版)（男子）

1980年
- 宇宙戰艦大和號III（蓋倫）
- 無敵機器人多拉達G7（耕三）

1983年
- 神探加杰特（克勞博士）

1989年
- 時光巡邏隊
- 以柔克剛（万丈目、記者A、警衛A）

1990年
- 江戶之子男孩 合點太助（市長）
- 美味大挑戰（不良少年B）
- 魔法天使甜蜜薄荷（葛利芬、傑夫）

1991年
- 大耳鼠（貧困）

1992年
- 幽遊白書（爆拳、奇淋）

1995年
- 新機動戰記GUNDAM W（露天商）
- NINKU -忍空-（曉海）

1996年
- 名偵探柯南（真中老闆）

1997年
- 烙印勇士（大臣B、將軍B）
- 烈焰 EXCESS（殿山）

1998年
- 守護月天（畫面的男人）

1999年
- 忍者亂太郎（霧奈木齋）

2000年
- 機巧奇傳（濱荻）
- 法布爾老師是名偵探（法爾康尼）
- 名偵探柯南（俵芳治、猪俣滿雄、白川春義）

2001年
- 通靈王（老人）

2002年
- 我們這一家（林老師）
- 犬夜叉（老家臣）
- 開球2002（尹教練）
- 閃零二人組（清川高雄）
- 神世紀傳MARS（艾林特）
- 名偵探柯南（監視員）

2003年
- 高橋留美子劇場（老人）
- 成為風箏的媽媽（老爺爺）
- 忍者亂太郎（理想的忍者）

2004年
- 怪醫黑傑克（檢察官）

2005年
- 槍與劍（老人、分析人）

2007年
- 少女的奇幻森林（野村）

2009年
- 哆啦A夢（指揮官）
- 怪醫黑傑克（河豚料理店老闆）

2010年
- 姊弟物語（留造）

### OVA
- 動畫古典文學館（農夫）
- 女探險家蕾（強森）
- GOLDEN BOY －流浪的學習小子－（坂田、黑道B）
- 小助大人力丸大人 -康佩島的龍-（麥可・康曼多）
- THE八犬傳（安西景連）
- JoJo的奇妙冒險（咖啡店的店主）
- 裝甲騎兵・佩魯森檔案（參謀A）
- 搞怪拍檔FLASH（嘉納主任）
- 鐵腕女警（署長）

1988年
- 銀河英雄傳說（陳）

### 劇場版動畫
- 大雄與不可思議的風使者（嵐族E）
- 平成狸合戰（勘吉）
- 幽遊白書 冥界死鬥篇 火焰的牽絆（傀麒）

### 連續劇CD
- 闇河魅影（史瓦）

### 外語配音

#### 電影
- 哥吉拉 最後戰役（醉漢）
- 鐵金剛大戰金手指
- 魔鬼戰將（道默（柯爾姆·米尼）（DVD版））
- 三角洲部隊3：殺戮遊戲（布洛克（葛雷果里·塔爾））
- 回到未來III（布福特的強盜夥伴（蕭恩·蘇利文））
- 雲裳風暴（漢米爾頓少校（丹尼·艾羅））
- 火狐狸（康塔斯基上校（肯尼斯·柯利））
- 霹靂煞（掃除工維克多（尚·雷諾））
- 忘了我是誰（艾密特・史密斯（傑瑞·布萊克））
- 叛獄（艾克里普斯（法蘭克·麥克雷））
- 鐵甲無敵瑪利亞（酒保（黄志強））

#### 電視劇
- TUGS（佐蘭）
- 雷鳥神機隊（火星人A、TV播報員・DJ湯姆）

#### 動畫
- 忍者龜（萊瑟海德、播報員、波里德里亞斯博士）

### 特攝
- 超級戰隊系列
  - 超力戰隊王連者（玫瑰岩漿的聲音）
  - 電磁戰隊百萬連者（羅斯蘑菇的聲音）
  - 星獸戰隊銀河人（馬格達斯的聲音）

## 外部連結
- 81 Produce公開簡歷